# Seriell musik
Seriell musik är musik där tidsvärden, tonföljder, harmonier, spelsätt, klangfärg m.m. betraktas som fristående element som styrs på ett mer eller mindre matematiskt sätt i fastställda följder, serier.
Några viktiga impulser för den seriella musiken var  René Leibowitz som använde begreppet musique sérielle 1947 och Olivier Messiaens pianostycke ”Mode de valeurs et d’intensités (1949). Den seriella musiken är en vidareutveckling av Arnold Schönbergs tolvtonsteknik och bygger på stränga regler. Kompositionstekniken utgår från att de ovan nämnda elementen används som byggstenar som sorteras i förutbestämda serier.
Det var framför allt inom den så kallade Darmstadtskolan som tekniken spreds och utvecklades. Tekniken betraktades som en historisk konsekvens av tolvtonstekniken, en formalisering av framför allt Anton Weberns kompositionsstil.
Den seriella musikens förutsättningar var de tonsättare som verkade inom den så kallade Andra Wienskolan. Tolvtonsmusiken fastlade endast tonhöjd medan man i den seriella musiken också tog med övriga musikaliska parametrar i serieskapandet. Tolvtonsmusiken bestod förvisso av ett tema, de tolv tonerna, men man har kallat systemet ”en tematikens diktatur”. Den seriella musiken frigör sig från temaidén och arbetar åt motsatt håll – en brist på tematik. Men även den seriella musikens regelsystem kan förstås uppfattas som diktatoriskt.
Den seriella musiken har i flera avseenden likheter med, och har också varit en förebild för, den tidiga elektroniska musiken.

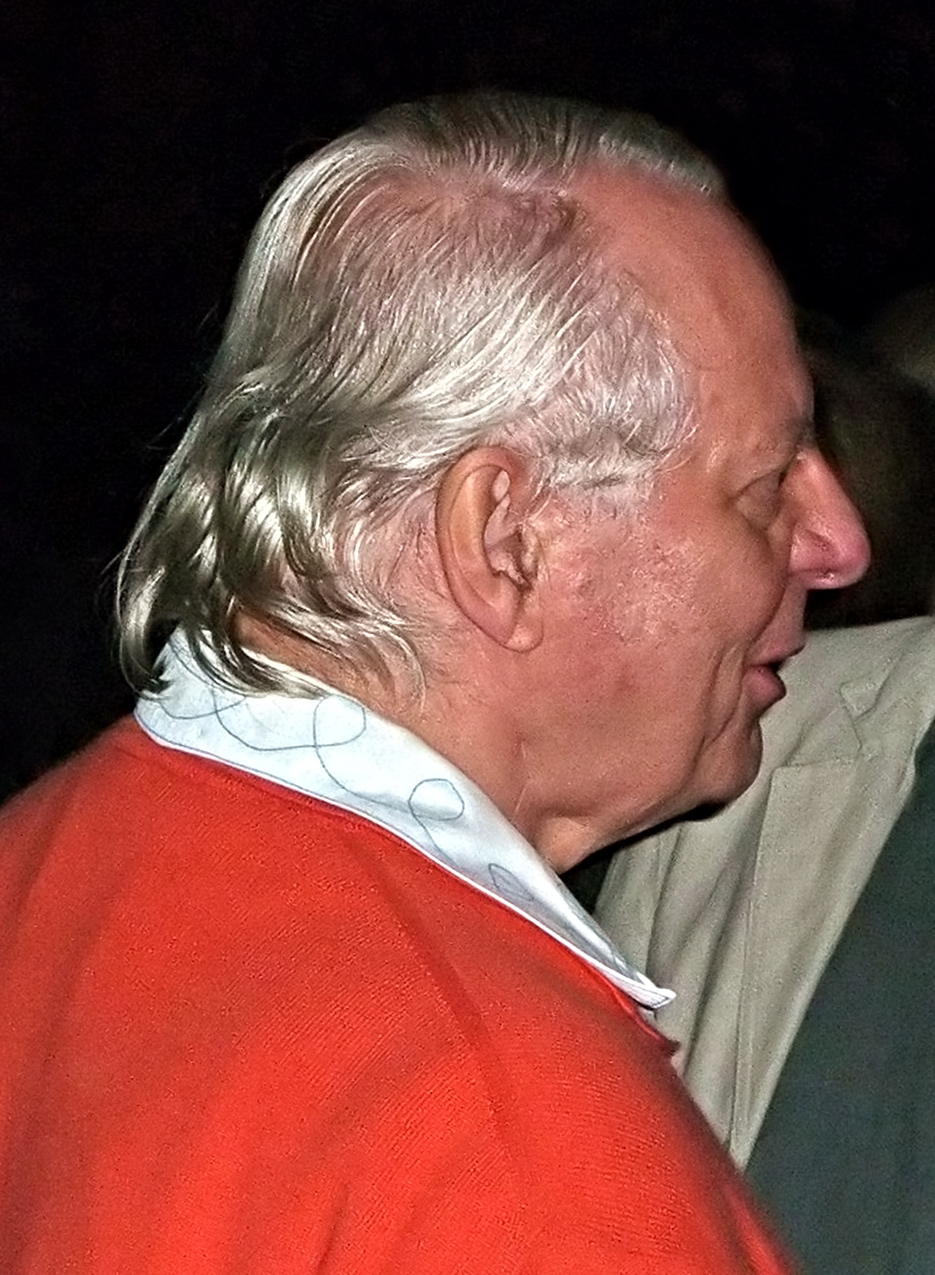
Karlheinz Stockhausen 2005

Bland de viktigaste företrädarna för den seriella musiken kan nämnas:
- Karlheinz Stockhausen
- Karel Goeyvaerts
- Luigi Nono
- Pierre Boulez
- Luciano Berio
- Gottfried Michael Koenig
- Bernd Alois Zimmermann

Viktiga kompositioner är till exempel: Pierre Boulez' Strukturen för två pianon, Karlheinz Stockhausens Kontra-Punkte och Gruppen für drei Orchester, 1957.